# 外伊犁黄耆
外伊犁黄耆（学名：Astragalus transiliensis）为豆科黄耆属下的一个种。

## 扩展阅读
- 維基物種上的相關：外伊犁黄耆